# スパータンバーグ郡 (サウスカロライナ州)
スパータンバーグ郡（英: Spartanburg County）は、アメリカ合衆国サウスカロライナ州の北部に位置する郡である。人口は32万7997人（2020年）。郡庁所在地はスパータンバーグであり、同郡で人口最大の都市である。スパータンバーグ郡はスパータンバーグ都市圏に属している。

## 地理
アメリカ合衆国国勢調査局に拠れば、郡域全面積は819平方マイル (2,120 km2)であり、このうち陸地811平方マイル (2,100 km2)、水域は8平方マイル (21 km2)で水域率は1.00%である。

### 隣接する郡
- ラザフォード郡 (ノースカロライナ州) - 北
- チェロキー郡 - 東
- ユニオン郡 - 南東
- ローレンス郡 - 南
- グリーンビル郡 - 西
- ポーク郡 (ノースカロライナ州)  - 北西

## 人口動態
以下は2000年国勢調査による人口統計データである。
| 基礎データ - 人口: 284,307人 - 世帯数: 97,735 世帯 - 家族数: 69,294 家族 - 人口密度: 121人/km2（313人/mi2） - 住居数: 106,985軒 - 住居密度: 51軒/km2（132軒/mi2） 人種別人口構成 - 白人: 75.09% - アフリカン・アメリカン: 20.79% - ネイティブ・アメリカン: 0.22% - アジア人: 1.47% - 太平洋諸島系: 0.03% - その他の人種: 1.35% - 混血: 1.04% - ヒスパニック・ラテン系: 2.79% 先祖による構成 - アメリカ人：24.8% - イギリス系：9.5% - アイルランド系：7.9% - ドイツ系：6.9% 言語による構成 - 英語：94.7% - スペイン語：3.4% 年齢別人口構成 - 18歳未満: 24.8% - 18-24歳: 9.2% - 25-44歳: 29.9% - 45-64歳: 23.6% - 65歳以上: 12.5% - 年齢の中央値: 36歳 - 性比（女性100人あたり男性の人口） - 総人口: 94.5 - 18歳以上: 91.3 | 世帯と家族（対世帯数） - 18歳未満の子供がいる: 32.2% - 結婚・同居している夫婦: 52.8% - 未婚・離婚・死別女性が世帯主: 13.8% - 非家族世帯: 29.1% - 単身世帯: 24.8% - 65歳以上の老人1人暮らし: 9.2% - 平均構成人数 - 世帯: 2.52人 - 家族: 3.01人 収入と家計 - 収入の中央値 - 世帯: 37,579米ドル - 家族: 45,349米ドル - 性別 - 男性: 33,002米ドル - 女性: 23,911米ドル - 人口1人あたり収入: 18,738米ドル - 貧困線以下 - 対人口: 12.3% - 対家族数: 9.2% - 18歳未満: 15.0% - 65歳以上: 13.3% |

## 都市と町
郡内には2010年時点で7市、7町と17の国勢調査指定地域があり、その中には他郡に跨っているものもある。

### 法人化自治体
市町名の後の数字は2010年国勢調査による人口である。
- カンポベロ 502
- セントラルパコレット 216
- チェスニー 868 （一部はチェロキー郡内）
- カウペンス 2,162
- ダンカン 3,181
- グリア 25,515 （一部はグリーンビル郡内）
- インマン 2,321
- ランドラム 2,376
- ライマン 3,243
- パコレット 2,235
- リードビル 601
- スパータンバーグ 37,013 - 郡庁所在地
- ウェルフォード 2,378
- ウッドラフ 4,090

### 未編入の町
町名の後に数字のあるものは2010年人口であり、国勢調査指定地域である。
- アーカディア 2,634
- ボイリングスプリングス 8,219
- クリフトン 541
- コンバース 608
- クロスアンカー 126
- エノリー 665
- フェアフォレスト 1,693
- フィンガービル 134
- グレンデール 307
- グレンスプリングス
- グラムリング 86
- インマンミルズ 1,050
- メイヨー 1,592
- ムーア
- ポーリン
- ローバック 2,200
- サクソン 3,424
- サザンショップス 3,767
- スターテックス 859
- スウィッツァー
- ユーナ
- バレーフォールズ 6,299
- ホワイトストーン